# Église Saint-Augustin-et-Saint-Jean-Baptiste de Cracovie
Pour les articles homonymes, voir Église Saint-Augustin et Église Saint-Jean-Baptiste.
L'église Saint-Augustin-et-Saint-Jean-Baptiste (en polonais : Kościół św. Augustyna i św. Jana Chrzciciela) est une église catholique située à Cracovie, à l'ouest de la colline du château de Wawel. C'est l'église du couvent des Prémontrés à Cracovie où se sont établies des sœurs (norbertines). 

## Localisation
L'église Saint-Augustin-et-Saint-Jean-Baptiste est située à Cracovie, à l'ouest de la colline du château de Wawel.

## Historique
Le monastère et son église sont construits vers le milieu du XIIe siècle par le chevalier Jaksa Gryfita après son retour de croisade en Terre sainte.
Le monastère et son église sont gravement endommagés lors de la conquête mongole en 1241. La reconstruction a lieu dans les années 1255 à 1259. Cependant, ils sont de nouveau gravement endommagés lors des attaques des Tatars en 1260 et 1287. Encore une fois, en 1587, l'église est détériorée pendant le siège de Cracovie effectué par Maximilien III Habsbourg.
De 1596 à 1626, l'église est refaite en style baroque par Giovanni Trevano et Giovanni Petrini.

## Aspects religieux
Il s'agit d'une église catholique dépendante du monastère des Prémontrés où se sont établies des sœurs norbertines. 

## Mobilier
Władysław Łuszczkiewicz est à l'origine du tableau représentant Jean le Baptiste, le deuxième saint patron de l'église.

## Galerie

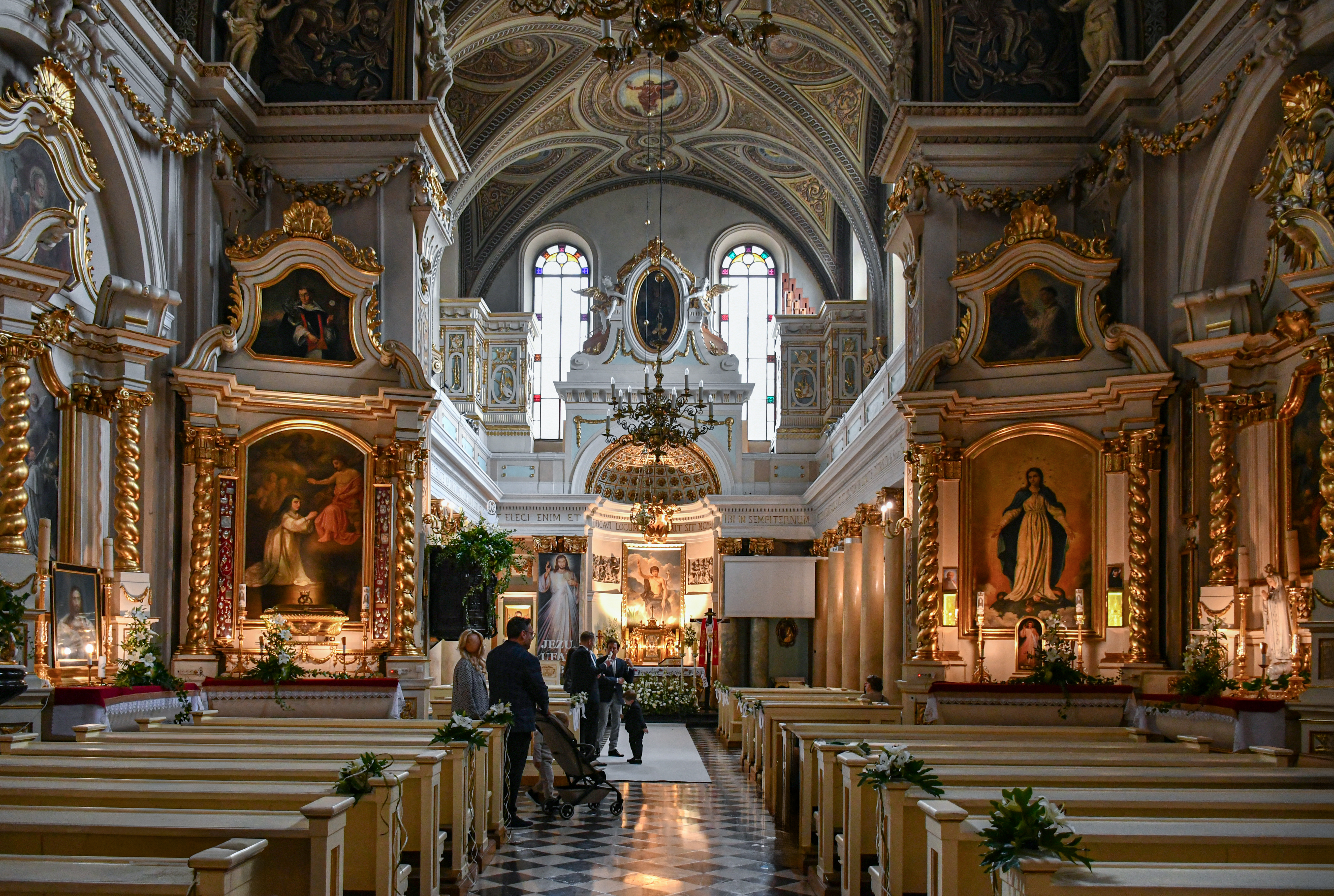
Intérieur de l’église.
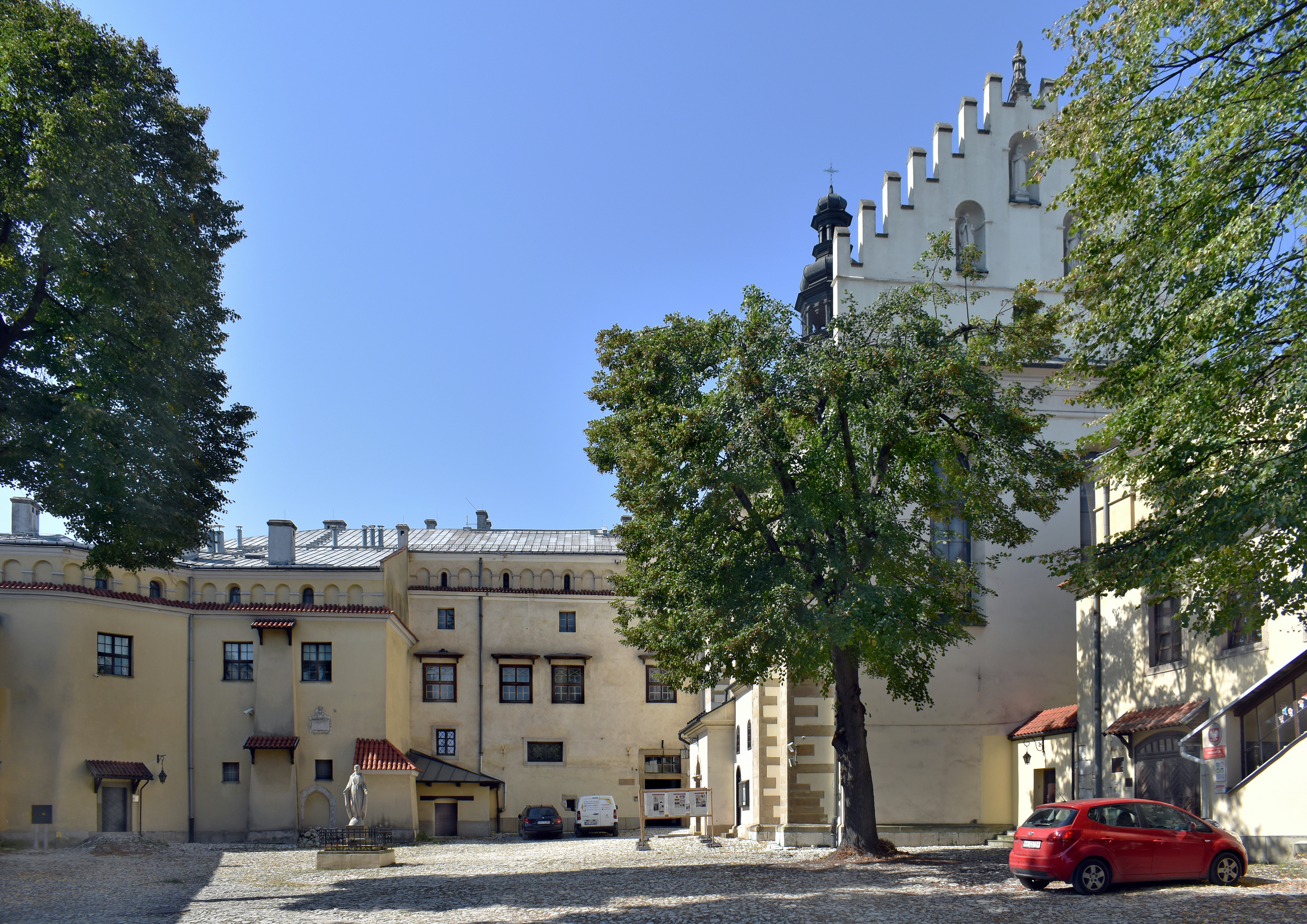
Cour du monastère.
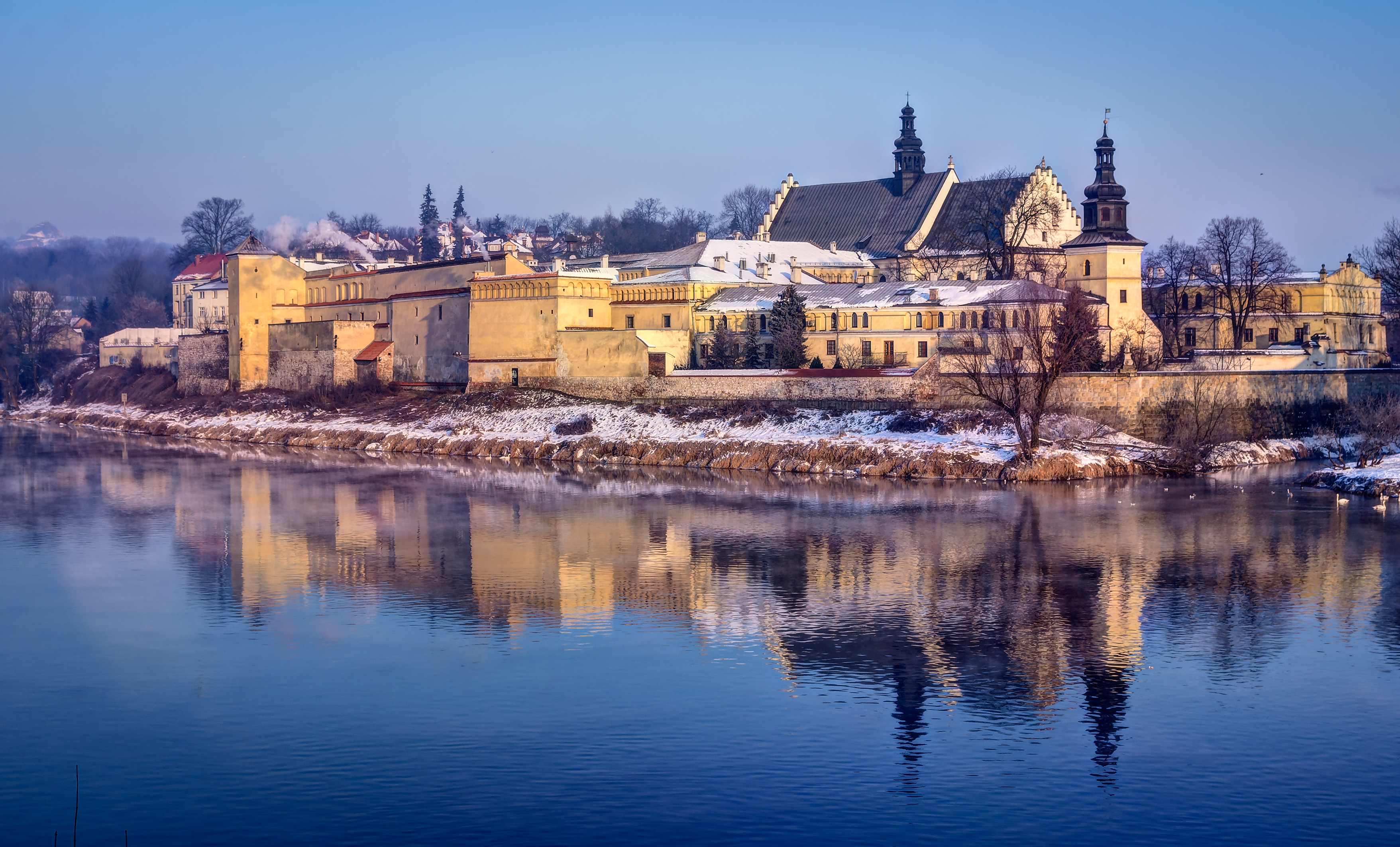
Complexe monastique vu depuis la Vistule.

- (pl) Site officiel
- Ressource relative à la religion :   - GCatholic.org